# Lutgarda Guimarães de Caires
Lutgarda Guimaraes de Caires (també escrit Lutegarda Guimaraes de Caires) (Vila Real de Santo António, 1858 - 1935) fou una activista per l'emancipació de les dones, i poeta portuguesa.

## Biografia
Era filla de Maria Teresa de Barros i José Rodrigues Guimarães, i va perdre la seua mare de petita. Sent encara jove, Lutgarda Guimarães deixà l'Algarve i se n'anà a Lisboa. S'hi casà amb el lletrat madeirense João de Caires, escriptor i fundador de Sociedade de Propaganda de Portugal, que organitzava vetllades literàries a la seua casa.
Va sofrir la pèrdua d'una filla (i probablement també d'un altre fill). Això la va marcar profundament, i ho demostrà en la seua poesia, molt trista. De llavors ençà es dedicà a causes socials, com ara als xiquets malalts de l'Hospital de Dona Estefânia.
Al 1895, nasqué el seu fill Álvaro Guimarães de Caires, que seria metge, professor de la Universitat de Sevilla, escriptor i investigador.(1)
A partir del 1905, col·laborà en periòdics amb articles de caràcter social. La seua primera obra fou Glicínias i es publicà al 1910. Amb l'establiment de la República a Portugal, el ministre de Justícia Diogo Leote li va proposar, el 1911, que fes un estudi sobre la situació dels presos, sobretot de les dones, quan els arrestos i detencions eren mixtos. Lutgarda denuncià les terribles condicions en què vivien els presos, i notablement pels seus articles s'aboliren les màscares punitives a les presons, i també les penes obligatòries de silenci. Va aconseguir que les dones tinguessen millors condicions higièniques.(1)
Durant deu anys, Lutgarda de Caires va promoure l'esdeveniment "Natal das Crianças dos Hospitais", que hui es diu Natal dos Hospitais, una festa dedicada a tots els malalts, que s'exhibeix cada any pocs dies abans de Nadal per la RTP.
Activista, amb articles publicats en diaris com O Século, Diário de Notícias, A Capital, Brasil-Portugal, Ecos da Avinguda, i Correio da Manhã, lluità per la dignitat i la igualtat d'oportunitats per a les dones.(1)

## Honors
El Govern portugués la honorà amb l'Orde de Benemerencia, per la seua dedicació a la infantesa; i amb el nomenament de dama de l'Orde de Santiago de l'Espasa.

### Toponímia
La ciutat de Vila Real de Santo António la va homenatjar amb un lloc en la toponímia local, i li erigí un bust al costat del riu Guadiana amb aquestes estrofes del seu poema més reconegut:
| «                               | "T'he tornat a veure! Els cabells se m'han fet blancs ... lluny de tu. Fugiren fa molt aspiracions i anhels però l'enyorança no l'he perduda. Torne a la meua terra, tan bonica! Terra on regna el sol que resplendeix, on hi ha un vague murmuri de prec i sent encara una tendresa infinita. No hi ha cel amb tanta esplendor ni riu blau tan bell i argentat com el Guadiana, el meu riu encantat de mansoies aigües, sospirant amor! | » |
| — Lutegarda Guimarães de Caires | |   |

## Obra publicada
- Glicínias (1910)
- Papoulas (1912)
- A Dança do Destino: contos e narratives (1913)
- Bandeira Portuguesa (1910) - obra en què dona suport al manteniment dels colors blau i blanc en la bandera de Portugal (polèmica en què intervingueren molts intel·lectuals portuguesos)
- Pombas Feridas (1914)
- Sombras e Cinzas (1916)
- Doutor Vampir (1921, novel·la)
- Violetas (1922)
- Cavalinho Branco (1930)
- Palácio das Três Estrelas (1930)
- Inês (teatre en coautoria amb Manuel Vieira Natividade, i Virgínia Vitorino)
- Llibret de l'òpera Vagamundo, musicalitzada per Rui Coelho.